# Danaea angustifolia
Danaea angustifolia là một loài dương xỉ trong họ Marattiaceae. Loài này được C. Presl mô tả khoa học đầu tiên năm 1845.
Danh pháp khoa học của loài này chưa được làm sáng tỏ. 